# Скіпченська сільська рада
Скіпченська сільська́ ра́да — адміністративно-територіальна одиниця та орган місцевого самоврядування в Городоцькому районі Хмельницької області. Адміністративний центр — село Скіпче.

## Загальні відомості
Скіпченська сільська рада утворена в 1921 році.
05.02.1965 Указом Президії Верховної Ради Української РСР передано Скіпченську сільраду Чемеровецького району до складу Городоцького району.
- Територія ради: 36,584 км²
- Населення ради: 1 293 особи (станом на 2001 рік)
- Територією ради протікає річка Яромирка

## Населені пункти
Сільській раді підпорядковані населені пункти:
- с. Скіпче
- с. Сирватинці

## Склад ради
Рада складається з 16 депутатів та голови.
- Голова ради: Сінгілевич Володимир Станіславович
- Секретар ради: Джус Світлана Степанівна

### Керівний склад попередніх скликань
| Прізвище, ім'я, по батькові        | Основні відомості                                                 | Дата обрання | Дата звільнення |
| ---------------------------------- | ----------------------------------------------------------------- | ------------ | --------------- |
| Катрич Віктор Феліксович           | Сільський голова, 1964 року народження, член Народної партії      | 26.03.2006   | 31.10.2010      |
| Сінгілевич Володимир Станіславович | Сільський голова, 1975 року народження, освіта вища, безпартійний | 31.10.2010   |                 |

Примітка: таблиця складена за даними сайту Верховної Ради України

### Депутати
За результатами місцевих виборів 2010 року депутатами ради стали:

#### За суб'єктами висування
| Суб'єкт висування | Кількість обраних депутатів | %  |
| ----------------- | --------------------------- | -- |
| Народна партія    | 8                           | 50 |
| Партія регіонів   | 8                           | 50 |

#### За округами
| № округу        | Прізвище, ім'я, по батькові      | Дата визнання обраним | Освіта             | Партійна приналежність | Відомості про обраного депутата                             |
| --------------- | -------------------------------- | --------------------- | ------------------ | ---------------------- | ----------------------------------------------------------- |
| Народна Партія  |                                  |                       |                    |                        |                                                             |
| 2               | Джус Світлана Степанівна         | 03.11.2010            | середня спеціальна | позапартійна           | Скіпченська сільська рада, секретар                         |
| 4               | Круць Леонід Леонідович          | 03.11.2010            | середня спеціальна | член Народної партії   | СТОВ ім. Чкалова с. Сирватинці, інженер                     |
| 5               | Петльований Володимир Леонідович | 03.11.2010            | вища               | член Народної партії   | СТОВ ім. Чкалова с. Сирватинці, зоотехнік, зав. фермою      |
| 6               | Босак Таміла Олександрівна       | 03.11.2010            | вища               | член Народної партії   | СТОВ ім. Чкалова с. Сирватинці, головний економіст          |
| 7               | Шубович Руслана Григорівна       | 03.11.2010            | вища               | позапартійна           | Скіпченська сільська рада, бухгалтер                        |
| 8               | Лісніцька Лілія Анатоліївна      | 03.11.2010            | середня спеціальна | позапартійна           | СТОВ ім. Чкалова с. Сирватинці, бухгалтер                   |
| 13              | Босак Олександр Никанорович      | 03.11.2010            | середня спеціальна | член Народної партії   | СТОВ ім. Чкалова с. Сирватинці, бригадир тракторної бригади |
| 16              | Стрембіцький Володимир Йосипович | 03.11.2010            | середня спеціальна | член Народної партії   | СТОВ ім. Чкалова с. Сирватинці, начальник ПСО               |
| Партія регіонів |                                  |                       |                    |                        |                                                             |
| 1               | Дворяк Оксана Михайлівна         | 03.11.2010            | вища               | позапартійна           | тимчасово не працює                                         |
| 3               | Кравчук Павло Олегович           | 08.05.2011            | середня спеціальна | позапартійний          | СТВО ім. Чкалова, столяр                                    |
| 9               | Боцян Михайло Михайлович         | 03.11.2010            | середня спеціальна | позапартійний          | СТОВ ім. Чкалова с. Сирватинці, шофер                       |
| 10              | Босак Олександр Феофанович       | 03.11.2010            | середня спеціальна | позапартійний          | СТОВ ім. Чкалова с. Сирватинці, різноробочий                |
| 11              | Дворяк Сергій Федорович          | 03.11.2010            | вища               | позапартійний          | СТОВ ім. Чкалова с. Сирватинці, комірник                    |
| 12              | Щур Віктор Васильович            | 03.11.2010            | середня            | позапартійний          | СТОВ ім. Чкалова с. Сирватинці, шофер                       |
| 14              | Стойко Антон Васильович          | 03.11.2010            | вища               | член Партії регіонів   | Скіпченська загальноосвітня школа І-ІІ ст., вчитель         |
| 15              | Кравчук Руслан Валентинович      | 03.11.2010            | середня спеціальна | позапартійний          | тимчасово не працює                                         |